# Дерегус, Михаил Гордеевич
Михаил Гордеевич Дере́гус (укр. Михайло Гордійович Дерегус; 1904—1997) — советский, украинский художник-живописец, график, гравёр, педагог. Народный художник СССР (1963). 

## Биография
Михаил Дерегус родился 22 ноября (5 декабря) 1904 года в селе Весёлое (ныне в Харьковском районе Харьковской области Украины) в семье фельдшера.
В 1923–1930 годах учился в Харьковском художественном институте (ныне Харьковская государственная академия дизайна и искусств), где среди его преподавателей были А. А. Кокель, Н. Г. Бурачек, М. А. Шаронов, С. М. Прохоров. По окончании института в 1932–1941 годах преподавал в альма-матер (с 1935 — доцент), в 1947–1949 годах — руководитель мастерской историко-батальной живописи института. С 1934 года одновременно преподавал в Харьковском художественном училище.
В 1943–1946 годах — директор Государственного музея украинского изобразительного искусства Украинской ССР (Киев), руководил восстановлением музея. 
В 1942–1944 годах — редактор издательства ЦК КП(б) Украины. В 1954—1956 годах — главный редактор издательства «Мистецтво».
В 1962–1991 годах — руководитель графической мастерской Академии художеств СССР в Киеве. С 1995 года — профессор Национальной академии изобразительного искусства и архитектуры.
Автор многочисленных статей по вопросам изобразительного искусства в периодических изданиях.
С 1938 года — член, в 1955–1962 — председатель правления, в 1982–1987 — секретарь правления Союза художников Украинской ССР. С 1958 года — член-корреспондент АХ СССР. С 1996 года — академик вновь учреждённой Национальной академии искусств Украины. Член Союза художников СССР.
Член ВКП(б) с 1951 года. Депутат Верховного Совета Украинской ССР 5-го созыва.
Михаил Гордеевич Дерегус скончался 31 июля 1997 года в Киеве. Похоронен на Байковом кладбище.

### Семья
- Дочь — Наталья Дерегус (род. 1931), скульптор. Народный художник Украини
- Дочь — Виктория-Мария Дерегус (1929–1996), живописец, график.

## Награды и звания
- Заслуженный деятель искусств Украинской ССР (1943)
- Народный художник Украинской ССР (1957)
- Народный художник СССР (1963)
- Государственная премия УССР имени Т. Г. Шевченко (1969) — за создание картин и иллюстраций на шевченковские темы , серию новых живописных и графических работ «Песня», «Каменец-Подольская крепость», «Старые вербы»
- Почётный знак отличия Президента Украины (1993)
- Орден Ленина (1960)
- Орден Трудового Красного Знамени (1984)
- Орден Дружбы народов (1974)
- Орден «Знак Почёта» (1964)
- Медаль «За трудовое отличие» (1942)
- Медаль «В ознаменование 100-летия со дня рождения Владимира Ильича Ленина»
- Медаль «В память 1500-летия Киева».

## Творчество
Вошёл в историю советского искусства прежде всего как иллюстратор Н. Гоголя, Т. Шевченко, Л. Украинки, М. Вовчок, украинских народных дум и исторических песен. Автор множества интереснейших иллюстраций к историческому роману Н. Рыбака «Переяславская рада».
Непревзойдёнными были также его иллюстрации к роману «Война и мир» Л. Толстого. И хотя до него роман иллюстрировали известные художники из разных стран, он своими иллюстрациями добавил лиризма, интимности и романтики.
Был также талантливым живописцем, создал ряд сложных многофигурных композиций; работал в области портрета, пейзажа и бытового жанра. Поэтично запечатлел в своих работах историю, природу, быт, народных героев Украины.
Исполнял также плакаты: «Товарищ, помни о замученных братьях...» (1942), «Оживут степи, озёра... Шевченко» (1944) и др.
Рисовал для журналов Харькова и Киева (1920-е). Выполнил декоративные панно для Днепропетровского театра оперы и балета (масло, 1937) и для павильона Украинской ССР на ВСХВ в Москве («Механизация сельского хозяйства», масло, 1938).
В живописи создал картины
- «Колхозный праздник» (1935)[3]
- «Трипольская трагедия» (1935)[3]
- «Кодня» (1940)[3]
- «Переяславская рада» (1952)

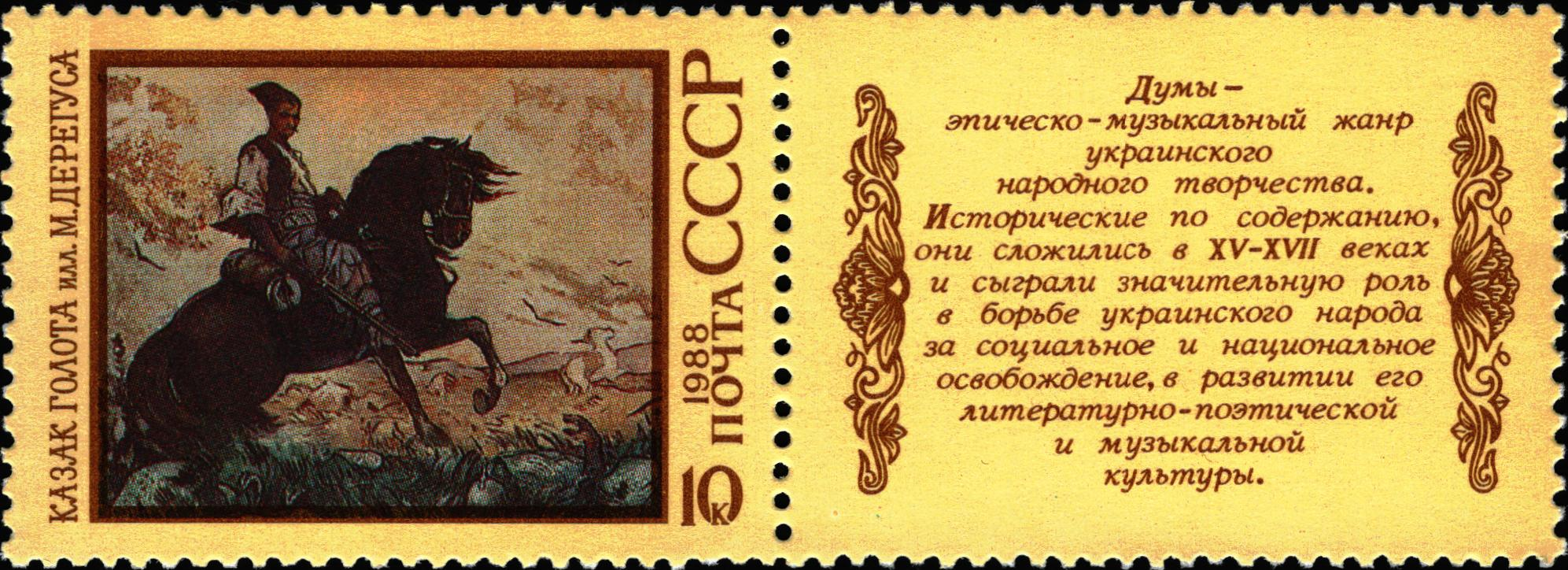
Дума про казака Голоту. Почтовая марка, СССР, 1888

- «Тарас Бульба во главе войска» (1952)
- Триптих «Дума про казака Голоту» (1960)
- «Рождение песни»
- «Декабристы в Каменке»
- Цикл «Степь» («Сарматянка», «Святослав», «Примаковцы», «Тревожный ветер», «Ровесники моей юности»)
- «Тревожный вечер» (1979)

В графике
- Иллюстрации к поэме И. Котляревского «Энеида» (1937)
- Цикл офортов и монотипий «Катерина» (1936—1938)
- Серия офортов с акватинтой «По дорогам войны» (1943)
- Серия цветных офортов «Украинские народные думы и исторические песни» (1947)
- Серия иллюстраций к повестям Н. Гоголя из цикла «Вечера на хуторе близ Диканьки» (1947-1948, 1950)
- Серия акварелей «Украинские народные думы и исторические песни» (1950)
- Иллюстрации к роману Н. Рыбака «Переяславская рада» (1950)
- Иллюстрации к сборнику стихотворений Н. А. Некрасова (1951)
- Иллюстрации к роману Л. Н. Толстого «Война и мир» (1953-1954)
- Серия «Песня в степи» (1984)
- Серия «Дорогами Украины»

## Память
- В 2004 году Национальный банк Украины ввёл в оборот юбилейную монету номиналом 2 гривны, посвящённую 100-летию с дня рождения художника
- В 2004 году Национальный союз художников Украины установила премию имени М. Дерегуса
- В Киеве, на доме по улице Владимирской, 9, где в 1973–1997 годах жил художник, установлена бронзовая мемориальная доска.
- В 2019 году одну из улиц Киева назвали на честь художника.